# Martín Basso
Martín Basso (ur. 26 lipca 1974 roku w  Córdobie) – argentyński kierowca wyścigowy.

## Kariera
Basso rozpoczął karierę w międzynarodowych wyścigach samochodowych w 1996 roku od startów w Argentyńskiej Formule Renault oraz w Południowoamerykańskiej Formule 3. W Formule Renault zdobył mistrzowski tytuł. W kolejnych latach startów w tej serii zdobył pięć tytułów mistrzowskich. W późniejszych latach Argentyńczyk pojawiał się także w stawce Atlantic Championship, Porsche Supercup, Europejskiej Formuły 3000, TC2000 Argentina, FIA GT Championship, Top Race V6 Argentina oraz Turismo Carretera Argentina.